# 天塔街道
天塔街道，是中华人民共和国天津市河西区下辖的一个乡镇级行政单位。

## 行政区划
天塔街道下辖以下地区：
环湖南里社区、气象南里社区、环湖东里社区、宾水北里社区、宾水东里社区、宾水西里社区、宾水南里社区、育贤里社区、高风里社区、富源里社区、体育学院社区、立达博兰社区、五一阳光社区和紫金里社区。